# Solone Ambrosoli
Solone Ambrosoli (Como, 8 ottobre 1851 – Milano, 27 settembre 1906) è stato un numismatico italiano.

## Biografia
Già da giovane si dedicò al collezionismo di monete, arrivando a pubblicare mentre ancora era studente in legge, la sua collezione nel 1878. Questo gli valse l'ingresso nella commissione incaricata della risistemazione del Museo archeologico Paolo Giovio.
Nel periodo 1878 - 1881, effettuò numerosi viaggi nell'Europa centro-orientale e settentrionale e negli Stati Uniti d'America. Questi viaggi gli permisero di conoscere letteratura e usi dei popoli visitati. Con l'intento di far conoscere la cultura nord-europea, tradusse le poesie di diversi autori tra cui Hans Peter Holst, Sándor Petőfi e Bjarni Thorarensen.
Nel 1881 fondò la Gazzetta Numismatica, pubblicata a Como, che diresse fino al 1887, quando si trasferì a Milano, dove era stato nominato conservatore del Gabinetto numismatico di Brera di cui divenne in seguito direttore. In occasione del suo passaggio a Brera donò la sua collezione numismatica al Museo di Como.
Giunto a Milano, l'anno successivo fondò, assieme a Francesco ed Ercole Gnecchi, la Rivista italiana di numismatica, di cui fu direttore. Contemporaneamente pubblicò diversi manuali divulgativi presso Hoepli.
Nel 1892 fu uno dei soci fondatori della Società numismatica italiana.

## Pubblicazioni
- Manuale di numismatica (prima edizione 1891, 6ª 1922).
- Atlante numismatico italiano: monete moderne.
- Monete greche, 1899
- Della numismatica come scienza autonoma, 1893

### Traduzioni
- Dalle lingue del Nord : versioni poetiche, Como, 1880
- Sei poesie di A. Petőfi. Como, 1880
- Buona notte, dal danese di Giampietro Holst, 1880
- Un poeta islandese moderno: Thorarensen, 1893
- Il medaglione romano, di Friedrich von Kenner, in Rivista italiana di numismatica, 1889